# Rieppeleon kerstenii
Rieppeleon kerstenii is een hagedis uit de familie kameleons (Chamaeleonidae).

## Naam en indeling
De wetenschappelijke naam van de soort werd voor het eerst voorgesteld door Wilhelm Peters in 1868. Oorspronkelijk werd de wetenschappelijke naam Chamaeleo Kerstenii gebruikt. De kameleon werd later tot de geslachten Rhampholeon en Brookesia gerekend.
De soortnaam van Rieppeleon kerstenii is een eerbetoon aan de Duitse chemicus Otto Kersten, die de kameleon ontdekte toen hij in 1862 met Baron Karl Klaus von der Decken de Kilimanjaro verkende.
De in 1891 beschreven ondersoort R. k. robecchii Boulenger is vernoemd naar de verzamelaar van het holotype, Luigi Robecchi Bricchetti. In 2010 heeft het de soortstatus gekregen. Er worden geen andere ondersoorten onderscheiden.

### Ondersoorten
Er worden twee ondersoorten erkend, welke onderstaand zijn weergegeven met de auteur en het verspreidingsgebied.
| Naam                           | Auteur          | Verspreidingsgebied                |
| ------------------------------ | --------------- | ---------------------------------- |
| Rieppeleon kerstenii kerstenii | Peters, 1868    | Kenia, Tanzania                    |
| Rieppeleon kerstenii robecchii | Boulenger, 1891 | Kenia, Tanzania, Somalië, Ethiopië |

## Uiterlijke kenmerken
Rieppeleon kerstenii is een relatief kleine kameleon. Hij heeft een huid met een korrelachtige structuur en lichtbruine met witte strepen die van de kop tot de staart lopen. Aan de onderzijde is hij vrijwel wit. De lichtgestreepte flanken zijn sterk afgeplat.

## Gedrag en leefwijze
Rieppeleon kerstenii voedt zich met insecten en andere geleedpotigen. Dankzij zijn camouflage is de kameleon vrijwel onzichtbaar in de vegetatie, zelfs in de droge periodes. Op open terrein verschuilt hij zich in holen en termietenheuvels. De soort plant zich in augustus voort. Het vrouwtje legt tot wel tien eieren.

## Verspreiding en habitat
Rieppeleon kerstenii komt voor in delen van Afrika en leeft in de landen Kenia, het noordoosten van Tanzania, Somalië en het oosten van Ethiopië. De habitat bestaat uit droge tropische en subtropische bossen, savannen en scrublands. De soort is aangetroffen van zeeniveau tot op een hoogte van ongeveer 1500 meter boven zeeniveau.

### Beschermingsstatus
Rieppeleon kerstenii komt veelvuldig voor in zijn habitat, al gaat deze zowel in grootte als kwaliteit achteruit. De soort is als 'niet bedreigd' (LC of Least Concern) opgenomen op de Rode Lijst van de IUCN.